# أليستير فرازير (محامي)
أليستير فرازير هو محامي كندي، ولد في 5 يناير 1923 في تورونتو في كندا، وتوفي في 1 سبتمبر 1997 في أوتاوا في كندا.